# Альмаденехос
Альмаденехос (ісп. Almadenejos) — муніципалітет в Іспанії, у складі автономної спільноти Кастилія-Ла-Манча, у провінції Сьюдад-Реаль. Населення — 468 осіб (2010).
Муніципалітет розташований на відстані близько 200 км на південь від Мадрида, 46 км на південний захід від Сьюдад-Реаля.
На території муніципалітету розташовані такі населені пункти: (дані про населення за 2010 рік)
- Альмаденехос: 444 особи
- Гаргантьєль: 24 особи

## Демографія
Динаміка населення (INE ):